# Afrodrymadusa
Afrodrymadusa is een geslacht van rechtvleugeligen uit de familie sabelsprinkhanen (Tettigoniidae). De wetenschappelijke naam van dit geslacht is voor het eerst geldig gepubliceerd in 1939 door Ramme.

## Soorten
Het geslacht Afrodrymadusa  is monotypisch en omvat slechts de volgende soort:
- Afrodrymadusa fallaciosa (Finot, 1894)